# خافيير أوكامبو لوبيز
خافيير أوكامبو لوبيز (بالإسبانية: Javier Ocampo López) هو مؤرخ ومؤلف وكاتب كولومبي، ولد في 19 يونيو 1939 في أغواداس في كولومبيا.